# Automolis fletcheri
Automolis fletcheri là một loài bướm đêm thuộc phân họ Arctiinae, họ Erebidae.